# Деним
Деним (denim, според една от версиите – на френски: serge de Nîmes – тъкан от Ним) — груба, плътна памучна тъкан, от която Леви Щраус (Levi Strauss) ушил първите класически джинси. Традиционно деним са в цвят индиго. За получаване на други цветове деним (в частност, черен) се използват серни багрила.